# Barnardius zonarius
Barnardius zonarius là một loài chim trong họ Psittacidae.